# Copa Mundial de Béisbol Sub-12 de 2021
La Copa Mundial de Béisbol Sub-12 de 2021 es la sexta edición de la competición de béisbol oficial para jugadores de 11 y 12 años, organizado por la Confederación Mundial de Béisbol y Sóftbol. Programado prinicipalmente para jugarse en 2021 y a causa del Covid-19, se tuvo la necesidad de aplazarlo para el 2022. Se tenía prevista su disputa por sexta ocasión en la ciudad de Tainan (República de China) del 29 de julio al 7 de agosto de 2021, sin embargo se llevó a cabo entre las mismas fechas del año 2022 y en la misma sede.

## Participantes
Los siguientes 12 equipos calificaron para el torneo:
| Competición                                       | Sede           | Plazas | Clasificados                                 |
| ------------------------------------------------- | -------------- | ------ | -------------------------------------------- |
| Campeonato Europeo de Béisbol Sub-12 de 2021      | Mortsel        | 2      | Italia República Checa                       |
| Clasificados automáticamente                      | Taipéi         | 3      | China Taipéi Corea del Sur Japón             |
| Campeonato Panamericano de Béisbol Sub-12 de 2021 | Aguascalientes | 4      | República Dominicana México Venezuela Panamá |
| Campeonato de Oceanía de Béisbol Sub-12 de 2021   | Lausana        | -      | Guam                                         |
| Ranking África                                    | Sudáfrica      | 1      | Sudáfrica                                    |
| Comodín                                           | Lausana        | 1      | Estados Unidos                               |
| TOTAL                                             | TOTAL          | 11     |                                              |

## Emparejamiento
La distribución de las selecciones fue presentada oficialmente el 22 de julio de 2022.
| Grupo A          | Ranking | 2019 |                      | Grupo B | Ranking | 2017 |
| ---------------- | ------- | ---- | -------------------- | ------- | ------- | ---- |
| China Taipéi (L) | 2       | 1ro  | Japón                | 1       | 2do     |      |
| México           | 4       | 5to  | Corea del Sur        | 3       | 4to     |      |
| Venezuela        | 6       | 6to  | Estados Unidos       | 5       | 7mo     |      |
| Italia           | 17      | 9vo  | República Checa      | 14      | 8vo     |      |
| Sudáfrica        | 5       | 11vo | República Dominicana | 7       | NP      |      |
| Panamá           | 13      | NP   |                      |         |         |      |

- Nota: NP=no participó

## Formato
Los 11 equipos clasificados fueron divididos en dos grupos, uno de seis equipos y uno de cinco equipos. Se jugó con el sistema de todos contra todos.
Para la segunda ronda los tres mejores de cada grupo clasifican a la Súper ronda; y los tres peores clasifican a la Ronda de consolación. En esta fase, se arrastra los resultados obtenidos entre los tres equipos de cada grupo; y se pasan a disputar partidos contra los equipos del otro grupo, para completar cinco partidos.
Los dos primeros de la Súper ronda disputan la final, y los ubicados en el tercer y cuarto lugar, disputan el tercer lugar.

## Ronda de apertura
Se disputó entre el 29 de julio y el 2 de agosto.
- Los horarios corresponden al huso horario de Tainan (UTC +08:00)

### Grupo A
| Equipo       | G | P | Av    | Dif | CA | CP |
| ------------ | - | - | ----- | --- | -- | -- |
| México       | 4 | 1 | 0.800 | -   | 39 | 5  |
| China Taipéi | 4 | 1 | 0.800 | -   | 43 | 14 |
| Venezuela    | 4 | 1 | 0.800 | -   | 49 | 15 |
| Panamá       | 2 | 3 | 0.400 | 2.0 | 41 | 13 |
| Italia       | 1 | 4 | 0.200 | 3.0 | 15 | 45 |
| Sudáfrica    | 0 | 5 | 0.000 | 4.0 | 0  | 94 |

     – Clasificados a la Súper Ronda.

    – Clasificados a la Ronda de consolación.
| Fecha       | Juego | Hora  | Visitante    | Resultado   | Local        |
| ----------- | ----- | ----- | ------------ | ----------- | ------------ |
| 29 de julio | 1     | 10:30 | Sudáfrica    | 0-15        | México       |
| 29 de julio | 4     | 14:30 | Italia       | 0-6 Default | Venezuela    |
| 29 de julio | 5     | 18:30 | Panamá       | 3-4         | China Taipéi |
| 30 de julio | 7     | 18:30 | Sudáfrica    | 0-15        | Italia       |
| 30 de julio | 9     | 14:30 | Panamá       | 1-2         | México       |
| 30 de julio | 10    | 18:30 | Venezuela    | 10-8        | China Taipéi |
| 31 de julio | 12    | 10:30 | Italia       | 0-10        | Panamá       |
| 31 de julio | 14    | 14:30 | Sudáfrica    | 0-25        | Venezuela    |
| 31 de julio | 15    | 18:30 | China Taipéi | 3-1         | México       |
| 1 de agosto | 18    | 14:30 | Venezuela    | 7-0         | Panamá       |
| 1 de agosto | 19    | 14:30 | México       | 14-0        | Italia       |
| 1 de agosto | 20    | 18:30 | China Taipéi | 12-0        | Sudáfrica    |
| 2 de agosto | 21    | 10:30 | México       | 7-1         | Venezuela    |
| 2 de agosto | 24    | 14:30 | Panamá       | 27-0        | Sudáfrica    |
| 2 de agosto | 25    | 18:30 | Italia       | 0-15        | China Taipéi |

### Grupo B
| Equipo               | G | P | Av    | Dif | CA | CP |
| -------------------- | - | - | ----- | --- | -- | -- |
| Estados Unidos       | 4 | 0 | 1.000 | -   | 63 | 11 |
| República Dominicana | 3 | 1 | 0.750 | 1.0 | 27 | 18 |
| Corea del Sur        | 2 | 2 | 0.500 | 2.0 | 26 | 14 |
| Japón                | 1 | 3 | 0.250 | 3.0 | 24 | 29 |
| República Checa      | 0 | 4 | 0.000 | 4.0 | 2  | 70 |

     – Clasificados a la Súper Ronda.

    – Clasificados a la Ronda de consolación.
| Fecha       | Juego | Hora  | Visitante            | Resultado | Local                |
| ----------- | ----- | ----- | -------------------- | --------- | -------------------- |
| 3 de agosto | 2     | 14:30 | Japón                | 2-5       | República Dominicana |
| 29 de julio | 3     | 14:30 | República Checa      | 0-24      | Estados Unidos       |
| 30 de julio | 6     | 10:30 | República Checa      | 0-14      | Corea del Sur        |
| 30 de julio | 8     | 14:30 | Estados Unidos       | 21-6      | Japón                |
| 31 de julio | 11    | 10:30 | República Dominicana | 0-10      | Estados Unidos       |
| 31 de julio | 13    | 14:30 | Japón                | 1-3       | Corea del Sur        |
| 1 de agosto | 16    | 10:30 | Corea del Sur        | 4-5       | República Dominicana |
| 1 de agosto | 17    | 10:30 | República Checa      | 0-15      | Japón                |
| 2 de agosto | 22    | 10:30 | República Dominicana | 17-2      | República Checa      |
| 2 de agosto | 23    | 14:30 | Corea del Sur        | 5-8       | Estados Unidos       |

## Ronda de consolación
Se disputará del 4 al 6 de agosto.
| Equipo          | G | P | Av    | Dif |
| --------------- | - | - | ----- | --- |
| Japón           | 4 | 0 | 1.000 | -   |
| Panamá          | 3 | 1 | 0.750 | 1.0 |
| República Checa | 2 | 2 | 0.500 | 2.0 |
| Italia          | 1 | 3 | 0.250 | 3.0 |
| Sudáfrica       | 0 | 4 | 0.000 | 4.0 |

| Fecha       | Juego | Hora  | Visitante       | Resultado | Local           |
| ----------- | ----- | ----- | --------------- | --------- | --------------- |
| 4 de agosto | 27    | 10:30 | Japón           | 5-0       | Panamá          |
| 4 de agosto | 29    | 14:30 | República Checa | 11-6      | Italia          |
| 5 de agosto | 32    | 10:30 | República Checa | 2-4       | Panamá          |
| 5 de agosto | 34    | 14:30 | Sudáfrica       | 0-14      | Japón           |
| 6 de agosto | 37    | 10:30 | Italia          | 0-18      | Japón           |
| 6 de agosto | 39    | 14:30 | Sudáfrica       | 0-6       | República Checa |

## Súper ronda
Se disputará del 4 al 6 de agosto.
- Posiciones actualizadas al 6 de agosto[3]

| Equipo               | G | P | Av    | Dif |
| -------------------- | - | - | ----- | --- |
| Estados Unidos       | 5 | 0 | 1.000 | -   |
| Venezuela            | 3 | 2 | 0.600 | 2.0 |
| China Taipéi         | 3 | 2 | 0.600 | 2.0 |
| República Dominicana | 2 | 3 | 0.400 | 3.0 |
| Corea del Sur        | 1 | 4 | 0.200 | 4.0 |
| México               | 1 | 4 | 0.200 | 4.0 |

     – Jugarán título Mundial.

     – Jugarán por el 3er Puesto.
| Fecha       | Juego | Hora  | Visitante            | Resultado | Local                |
| ----------- | ----- | ----- | -------------------- | --------- | -------------------- |
| 4 de agosto | 26    | 10:30 | México               | 5-6       | Estados Unidos       |
| 4 de agosto | 28    | 14:30 | Corea del Sur        | 2-5       | Venezuela            |
| 4 de agosto | 30    | 14:30 | República Dominicana | 1-16      | China Taipéi         |
| 5 de agosto | 31    | 10:30 | Corea del Sur        | 4-1       | México               |
| 5 de agosto | 33    | 14:30 | Venezuela            | 12-5      | República Dominicana |
| 5 de agosto | 35    | 18:30 | China Taipéi         | 6-8       | Estados Unidos       |
| 6 de agosto | 36    | 10:30 | República Dominicana | 9-2       | México               |
| 6 de agosto | 38    | 14:30 | Venezuela            | 7-12      | Estados Unidos       |
| 6 de agosto | 40    | 18:30 | Corea del Sur        | 2-3       | China Taipéi         |

- Los horarios corresponden al huso horario de Tainan (UTC +08:00)

## Tercer lugar

### República Dominicanavs.China Taipéi
7 de agosto de 2022; Tainan, Taiwán.
| República Dominicana                                           | 1 | 1 | 3 | 0 | 0 | 0 | 5 | 7 | 3 | - | - | - |
| China Taipéi                                                   | 1 | 3 | 1 | 3 | 1 | 0 | 9 | 8 | 0 | - | - | - |
| G: QIU Yun-Zhou; P: Jimenez Pérez Jorge Luis; SV: Por definir. |   |   |   |   |   |   |   |   |   |   |   |   |
| HR: Por definir. ASIST: -.                                     |   |   |   |   |   |   |   |   |   |   |   |   |

## Final

### Venezuelavs.Estados Unidos
7 de agosto de 2022; Tainan, Taiwán.
| Venezuela                                               | 0 | 2 | 0 | 0 | 0 | 0 | 2  | 4  | 0 | - | - | - |
| Estados Unidos                                          | 0 | 1 | 3 | 6 | 0 | 0 | 10 | 12 | 0 | - | - | - |
| G: STOUT III James Richard; P: Sánchez Williangel; SV:. |   |   |   |   |   |   |    |    |   |   |   |   |
| HR: Por definir. ASIST: -.                              |   |   |   |   |   |   |    |    |   |   |   |   |